# Rodrigo Saravia (calciatore 1993)
Rodrigo Saravia Samayoa (Città del Guatemala, 22 febbraio 1993) è un calciatore guatemalteco, centrocampista del Pérez Zeledón.

## Carriera

### Nazionale
Nel 2016 ha esordito nella nazionale guatemalteca.

## Statistiche

### Cronologia presenze e reti in nazionale
| Cronologia completa delle presenze e delle reti in nazionale ― Guatemala | Cronologia completa delle presenze e delle reti in nazionale ― Guatemala | Cronologia completa delle presenze e delle reti in nazionale ― Guatemala | Cronologia completa delle presenze e delle reti in nazionale ― Guatemala | Cronologia completa delle presenze e delle reti in nazionale ― Guatemala | Cronologia completa delle presenze e delle reti in nazionale ― Guatemala | Cronologia completa delle presenze e delle reti in nazionale ― Guatemala | Cronologia completa delle presenze e delle reti in nazionale ― Guatemala |
| Data                                                                     | Città                                                                    | In casa                                                                  | Risultato                                                                | Ospiti                                                                   | Competizione                                                             | Reti                                                                     | Note                                                                     |
| ------------------------------------------------------------------------ | ------------------------------------------------------------------------ | ------------------------------------------------------------------------ | ------------------------------------------------------------------------ | ------------------------------------------------------------------------ | ------------------------------------------------------------------------ | ------------------------------------------------------------------------ | ------------------------------------------------------------------------ |
| 11-2-2016                                                                | Città del Guatemala                                                      | Guatemala                                                                | 3 – 1                                                                    | Honduras                                                                 | Amichevole                                                               | -                                                                        |                                                                          |
| 26-3-2016                                                                | Città del Guatemala                                                      | Guatemala                                                                | 2 – 0                                                                    | Stati Uniti                                                              | Qual. Mondiali 2018                                                      | -                                                                        |                                                                          |
| 30-3-2016                                                                | Columbus                                                                 | Stati Uniti                                                              | 4 – 0                                                                    | Guatemala                                                                | Qual. Mondiali 2018                                                      | -                                                                        |                                                                          |
| 2-6-2016                                                                 | Miami                                                                    | Guatemala                                                                | 1 – 1                                                                    | Venezuela                                                                | Amichevole                                                               | -                                                                        |                                                                          |
| 3-9-2016                                                                 | Port of Spain                                                            | Trinidad e Tobago                                                        | 2 – 2                                                                    | Guatemala                                                                | Qual. Mondiali 2018                                                      | -                                                                        |                                                                          |
| 7-9-2016                                                                 | Città del Guatemala                                                      | Guatemala                                                                | 9 – 3                                                                    | Saint Vincent e Grenadine                                                | Qual. Mondiali 2018                                                      | -                                                                        |                                                                          |
| 16-8-2018                                                                | Città del Guatemala                                                      | Guatemala                                                                | 3 – 0                                                                    | Cuba                                                                     | Amichevole                                                               | -                                                                        |                                                                          |
| 8-9-2018                                                                 | Los Angeles                                                              | Guatemala                                                                | 0 – 3                                                                    | Argentina                                                                | Amichevole                                                               | -                                                                        | 59’                                                                      |
| 23-3-2019                                                                | Città del Guatemala                                                      | Guatemala                                                                | 1 – 0                                                                    | Costa Rica                                                               | Amichevole                                                               | -                                                                        | 51’                                                                      |
| 27-3-2019                                                                | Managua                                                                  | Nicaragua                                                                | 0 – 1                                                                    | Guatemala                                                                | Amichevole                                                               | -                                                                        |                                                                          |
| 9-6-2019                                                                 | Asunción                                                                 | Paraguay                                                                 | 2 – 0                                                                    | Guatemala                                                                | Amichevole                                                               | -                                                                        | 67’                                                                      |
| 15-8-2019                                                                | San Cristóbal                                                            | Rep. Dominicana                                                          | 0 – 0                                                                    | Guatemala                                                                | Amichevole                                                               | -                                                                        |                                                                          |
| 6-9-2019                                                                 | Città del Guatemala                                                      | Guatemala                                                                | 10 – 0                                                                   | Anguilla                                                                 | CONCACAF Nations League 2019-2020 - 1º turno                             | -                                                                        |                                                                          |
| 11-9-2019                                                                | Mayagüez                                                                 | Porto Rico                                                               | 0 – 5                                                                    | Guatemala                                                                | CONCACAF Nations League 2019-2020 - 1º turno                             | -                                                                        |                                                                          |
| 13-10-2019                                                               | The Valley                                                               | Anguilla                                                                 | 0 – 5                                                                    | Guatemala                                                                | CONCACAF Nations League 2019-2020 - 1º turno                             | -                                                                        |                                                                          |
| 16-10-2019                                                               | Hamilton                                                                 | Bermuda                                                                  | 0 – 0                                                                    | Guatemala                                                                | Amichevole                                                               | -                                                                        |                                                                          |
| 5-3-2020                                                                 | Città del Guatemala                                                      | Guatemala                                                                | 0 – 2                                                                    | Panama                                                                   | Amichevole                                                               | -                                                                        | 61’ 67’                                                                  |
| 1-10-2020                                                                | Città del Messico                                                        | Messico                                                                  | 3 – 0                                                                    | Guatemala                                                                | Amichevole                                                               | -                                                                        | 78’                                                                      |
| 7-10-2020                                                                | Managua                                                                  | Nicaragua                                                                | 0 – 0                                                                    | Guatemala                                                                | Amichevole                                                               | -                                                                        |                                                                          |
| 23-1-2021                                                                | Città del Guatemala                                                      | Guatemala                                                                | 1 – 0                                                                    | Porto Rico                                                               | Amichevole                                                               | -                                                                        | Cap. 74’                                                                 |
| 24-2-2021                                                                | Città del Guatemala                                                      | Guatemala                                                                | 1 – 0                                                                    | Nicaragua                                                                | Amichevole                                                               | -                                                                        | Cap.                                                                     |
| 25-3-2021                                                                | Città del Guatemala                                                      | Guatemala                                                                | 1 – 0                                                                    | Cuba                                                                     | Qual. Mondiali 2022                                                      | -                                                                        | Cap. 63’                                                                 |
| 27-3-2021                                                                | Willemstad                                                               | Isole Vergini Britanniche                                                | 0 – 3                                                                    | Guatemala                                                                | Qual. Mondiali 2022                                                      | -                                                                        | 35’                                                                      |
| 5-6-2021                                                                 | Città del Guatemala                                                      | Guatemala                                                                | 10 – 0                                                                   | Saint Vincent e Grenadine                                                | Qual. Mondiali 2022                                                      | -                                                                        |                                                                          |
| 9-6-2021                                                                 | Willemstad                                                               | Curaçao                                                                  | 0 – 0                                                                    | Guatemala                                                                | Qual. Mondiali 2022                                                      | -                                                                        | 65’                                                                      |
| 27-6-2021                                                                | Los Angeles                                                              | El Salvador                                                              | 0 – 0                                                                    | Guatemala                                                                | Amichevole                                                               | -                                                                        | 45’                                                                      |
| 7-7-2021                                                                 | Fort Lauderdale                                                          | Guatemala                                                                | 1 – 1 (9 - 10 dtr)                                                       | Guadalupa                                                                | Qual. Gold Cup 2021                                                      | -                                                                        | 70’                                                                      |
| 27-3-2022                                                                | Fort Lauderdale                                                          | Guatemala                                                                | 2 – 1                                                                    | Haiti                                                                    | Amichevole                                                               | -                                                                        | 45’                                                                      |
| 25-4-2022                                                                | San Jose                                                                 | El Salvador                                                              | 0 – 4                                                                    | Guatemala                                                                | Amichevole                                                               | -                                                                        | 70’                                                                      |
| 28-4-2022                                                                | Orlando                                                                  | Messico                                                                  | 0 – 3                                                                    | Guatemala                                                                | Amichevole                                                               | -                                                                        | 82’                                                                      |
| 3-6-2022                                                                 | Caienna                                                                  | Guyana francese                                                          | 2 – 0                                                                    | Guatemala                                                                | CONCACAF Nations League 2022-2023 - 1º turno                             | -                                                                        | 45’                                                                      |
| 5-6-2022                                                                 | Città del Guatemala                                                      | Guatemala                                                                | 2 – 0                                                                    | Belize                                                                   | CONCACAF Nations League 2022-2023 - 1º turno                             | -                                                                        |                                                                          |
| 11-6-2022                                                                | Santo Domingo                                                            | Rep. Dominicana                                                          | 1 – 1                                                                    | Guatemala                                                                | CONCACAF Nations League 2022-2023 - 1º turno                             | -                                                                        |                                                                          |
| 14-6-2022                                                                | Città del Guatemala                                                      | Guatemala                                                                | 2 – 0                                                                    | Rep. Dominicana                                                          | CONCACAF Nations League 2022-2023 - 1º turno                             | -                                                                        |                                                                          |
| 25-9-2022                                                                | Harrison                                                                 | Colombia                                                                 | 4 – 1                                                                    | Guatemala                                                                | Amichevole                                                               | -                                                                        | Cap.                                                                     |
| 27-9-2022                                                                | Houston                                                                  | Honduras                                                                 | 2 – 1                                                                    | Guatemala                                                                | Amichevole                                                               | -                                                                        | 35’                                                                      |
| 20-11-2022                                                               | Carson                                                                   | Guatemala                                                                | 3 – 1                                                                    | Nicaragua                                                                | Amichevole                                                               | -                                                                        |                                                                          |
| 13-3-2023                                                                | San Jose                                                                 | Guatemala                                                                | 1 – 1                                                                    | Panama                                                                   | Amichevole                                                               | -                                                                        | 45’ 56’                                                                  |
| 25-3-2023                                                                | Belmopan                                                                 | Belize                                                                   | 1 – 2                                                                    | Guatemala                                                                | CONCACAF Nations League 2022-2023 - 1º turno                             | -                                                                        |                                                                          |
| 28-3-2023                                                                | Città del Guatemala                                                      | Guatemala                                                                | 4 – 0                                                                    | Guyana francese                                                          | CONCACAF Nations League 2022-2023 - 1º turno                             | -                                                                        |                                                                          |
| 8-6-2023                                                                 | Mazatlán                                                                 | Messico                                                                  | 2 – 0                                                                    | Guatemala                                                                | Amichevole                                                               | -                                                                        | 63’                                                                      |
| 11-6-2023                                                                | Chester                                                                  | Guatemala                                                                | 0 – 1                                                                    | Trinidad e Tobago                                                        | Amichevole                                                               | -                                                                        | 67’                                                                      |
| 16-6-2023                                                                | Carson                                                                   | Costa Rica                                                               | 0 – 1                                                                    | Guatemala                                                                | Amichevole                                                               | -                                                                        |                                                                          |
| 18-6-2023                                                                | East Hartford                                                            | Guatemala                                                                | 0 – 1                                                                    | Venezuela                                                                | Amichevole                                                               | -                                                                        | 66’                                                                      |
| 27-6-2023                                                                | Fort Lauderdale                                                          | Guatemala                                                                | 1 – 0                                                                    | Cuba                                                                     | Gold Cup 2023 - 1º turno                                                 | -                                                                        | 78’                                                                      |
| 1-7-2023                                                                 | Houston                                                                  | Guatemala                                                                | 0 – 0                                                                    | Canada                                                                   | Gold Cup 2023 - 1º turno                                                 | -                                                                        | 81’                                                                      |
| 4-7-2023                                                                 | Harrison                                                                 | Guadalupa                                                                | 2 – 3                                                                    | Guatemala                                                                | Gold Cup 2023 - 1º turno                                                 | -                                                                        | 36’ 45’                                                                  |
| 4-9-2023                                                                 | Fort Lauderdale                                                          | Guatemala                                                                | 0 – 0                                                                    | Honduras                                                                 | Amichevole                                                               | -                                                                        | 62’                                                                      |
| 7-9-2023                                                                 | Città del Guatemala                                                      | Guatemala                                                                | 2 – 0                                                                    | El Salvador                                                              | CONCACAF Nations League 2023-2024 - 1º turno                             | -                                                                        | 47’ 53’                                                                  |
| 13-10-2023                                                               | Port of Spain                                                            | Trinidad e Tobago                                                        | 3 – 2                                                                    | Guatemala                                                                | CONCACAF Nations League 2023-2024 - 1º turno                             | -                                                                        | 90+1’                                                                    |
| 17-10-2023                                                               | Panama                                                                   | Panama                                                                   | 3 – 0                                                                    | Guatemala                                                                | CONCACAF Nations League 2023-2024 - 1º turno                             | -                                                                        |                                                                          |
| 21-3-2024                                                                | Harrison                                                                 | Ecuador                                                                  | 2 – 0                                                                    | Guatemala                                                                | Amichevole                                                               | -                                                                        | 73’                                                                      |
| 14-6-2024                                                                | Landover                                                                 | Argentina                                                                | 4 – 1                                                                    | Guatemala                                                                | Amichevole                                                               | -                                                                        | 75’                                                                      |
| 15-10-2024                                                               | San José                                                                 | Costa Rica                                                               | 3 – 0                                                                    | Guatemala                                                                | CONCACAF Nations League 2024-2025 - 1º turno                             | -                                                                        | 77’                                                                      |
| 16-3-2025                                                                | Fort Lauderdale                                                          | Guatemala                                                                | 2 – 1                                                                    | Honduras                                                                 | Amichevole                                                               | -                                                                        | 46’                                                                      |
| 31-5-2025                                                                | Chattanooga                                                              | El Salvador                                                              | 1 – 1                                                                    | Guatemala                                                                | Amichevole                                                               | -                                                                        | 46’                                                                      |
| 16-6-2025                                                                | Carson                                                                   | Giamaica                                                                 | 0 – 1                                                                    | Guatemala                                                                | Gold Cup 2025 - 1° turno                                                 | -                                                                        | 77’                                                                      |
| 20-6-2025                                                                | San Jose                                                                 | Guatemala                                                                | 0 – 1                                                                    | Panama                                                                   | Gold Cup 2025 - 1° turno                                                 | -                                                                        | 76’                                                                      |
| 24-6-2025                                                                | Houston                                                                  | Guadalupa                                                                | 2 – 3                                                                    | Guatemala                                                                | Gold Cup 2025 - 1° turno                                                 | -                                                                        | 74’                                                                      |
| 29-6-2025                                                                | Minneapolis                                                              | Canada                                                                   | 1 – 1 (5 – 6 dtr)                                                        | Guatemala                                                                | Gold Cup 2025 - Quarti di finale                                         | -                                                                        | 82’                                                                      |
| Totale                                                                   |                                                                          | Presenze                                                                 | 60                                                                       |                                                                          | Reti                                                                     | 0                                                                        |                                                                          |

### Cronologia presenze e reti in nazionale - Non riconosciute dalla FIFA
| Cronologia completa delle presenze e delle reti in nazionale ― Guatemala | Cronologia completa delle presenze e delle reti in nazionale ― Guatemala | Cronologia completa delle presenze e delle reti in nazionale ― Guatemala | Cronologia completa delle presenze e delle reti in nazionale ― Guatemala | Cronologia completa delle presenze e delle reti in nazionale ― Guatemala | Cronologia completa delle presenze e delle reti in nazionale ― Guatemala | Cronologia completa delle presenze e delle reti in nazionale ― Guatemala | Cronologia completa delle presenze e delle reti in nazionale ― Guatemala |
| Data                                                                     | Città                                                                    | In casa                                                                  | Risultato                                                                | Ospiti                                                                   | Competizione                                                             | Reti                                                                     | Note                                                                     |
| ------------------------------------------------------------------------ | ------------------------------------------------------------------------ | ------------------------------------------------------------------------ | ------------------------------------------------------------------------ | ------------------------------------------------------------------------ | ------------------------------------------------------------------------ | ------------------------------------------------------------------------ | ------------------------------------------------------------------------ |
| 23-10-2022                                                               | Malaga                                                                   | Qatar                                                                    | 2 – 0                                                                    | Guatemala                                                                | Amichevole                                                               | -                                                                        |                                                                          |
| Totale                                                                   |                                                                          | Presenze                                                                 | 1                                                                        |                                                                          | Reti                                                                     | 0                                                                        |                                                                          |

## Palmarès

### Club

#### Competizioni internazionali
- CONCACAF League: 1

Comunicaciones: 2021